# 特困职工证
特困职工证中華人民共和國發給的一種社會福利認證。由街道办事处和市教育工会審核，各类國企、事业单位和民办非企业单位工作的在职困难职工向所在单位工会申请。

## 標準
职工家庭人均月收入低于600元，并且本人或配偶、子女患有重大疾病、无再就业能力、子女在公办高等院校读书、单亲家庭独自抚养非义务教育子女上学、遭受意外灾害等原因造成家庭生活特别困难。
已享受市区居民低保待遇的困难职工家庭，不得重复申报特困职工。

## 證明
申請須附本人及家庭成员身份证、户口簿全套复印件、近三个月工资收入证明、伤残证、疾病诊断证明等，同时填报调查表。
特困职工的家庭成员必须是与申请人共同居住生活的直系亲属，即在同一本户口簿上记载的家庭成员。